# Йылмаз, Окан
Ока́н Йылма́з (тур. Okan Yılmaz; 16 мая 1978, Бурса, Турция) — турецкий футболист, нападающий.

## Карьера

### Клубная
Профессиональная карьера Йылмаза началась в «Ингёльспоре» в 1996 году. Два года спустя, в 1998 году, он перешёл в «Бурсаспор». В этом клубе он дважды становился лучшим бомбардиром чемпионата Турции (в 2001 и 2003 годах). В 2003 году его хотели купить ЦСКА и «Олимпик Марсель». Стоимость трансфера, предлагаемая «Олимпиком», устраивала «Бурсаспор», но Йылмаз не принял условия контракта.

### В сборной
Йылмаз начал свою карьеру в молодёжной сборной Турции в 2000 году. Он был назначен капитаном команды в 2003 году, но с 2004 не вызывался в сборную.

## Достижения
Командные
- 3-е место на кубке конфедераций: 2003

Личные
- Лучший бомбардир чемпионата Турции: 2000/01, 2002/03
- Лучший бомбардир Первой лиги Турции: 2005
- Рекордсмен сборной Турции по количеству голов на Кубках конфедераций: 3 гола[3]